# Luis Concepción
Luis Miguel Concepción Montiel (ur. 6 października 1985 w Panamie) – panamski bokser, były mistrz świata federacji WBA.
Karierę zawodową rozpoczął 21 marca 2006. Do kwietnia 2009 stoczył 18 walk, z których wygrał 17. W tym czasie zdobył lokalne tytuły WBA Fedebol i WBA Fedelatin.
5 września 2009, w Panamie stanął do pojedynku z  Meksykaninem Omarem Salado o przejściowy tytuł WBA w wadze muszej. Wygrał przez TKO w dwunastej rundzie. W obronie tytułu pokonał byłego mistrza IBF w kategorii słomkowej Meksykanina Roberto Carlosa Leyvę przez nokaut w czwartej rundzie, byłego mistrza WBC w wadze junior muszej Meksykanina Erica Ortiza (techniczny nokaut w czwartej rundzie) oraz wygrał z byłym mistrzem WBA Tajem Denkaosanem Kaovichitem przez techniczny nokaut w pierwszej rundzie.
Po rezygnacji Japończyka Daiki Kamedy z tytułu mistrza, w styczniu 2011, Concepción został nowym regularnym mistrzem WBA.
Pierwsza obrona tytułu miała miejsce 2 kwietnia 2011 w mieście Panama. Spotkał się z Meksykaninem Hernánem Márquezem. Pojedynek rozpoczął się dynamicznie i w pierwszej rundzie obydwaj rywale znaleźli się na deskach. Ponownie spotkało to Concepcióna w trzeciej i dziesiątej rundzie. W jedenastej rundzie walka została przerwana przez lekarza i Concepción stracił tytuł mistrzem świata. Po zwycięstwie nad byłym tymczasowym mistrzem WBO w wadze słomkowej Manuelem Vargasem, 29 października, stanął do rewanżowego pojedynku o tytuł mistrza WBA z Hernánem Márquezem. Przegrał już w pierwszej rundzie przez nokaut będąc trzykrotnie liczony.